# Miquela Forteza Oliver
Miquela Forteza Oliver (Palma, Mallorca, 11 de juliol de 1964) és una historiadora de l’art i professora mallorquina.
Es doctorà en Història de l’art a la Universitat de les Illes Balears l’any 2005, amb una tesi sobre la xilografia a Mallorca, que influí decisivament en la posterior declaració com a bé d’interès cultural del conjunt de la col·lecció Guasp, un fet que es produí al 2007.
Des de 1998 és professora de la Universitat de les Illes Balears, al Departament de Ciències Històriques i Teoria de les Arts, com a titular des de 2017. Dins d'aquesta universitat, Forteza Oliver forma part del Grup de Conservació del Patrimoni Artístic Religiós (CPAR), que procura la preservació i restauració del patrimoni religiós de les Illes Balears, per mitjà de diferents projectes públics o privats, estatals o insulars, i vetlla per a la divulgació del coneixement d’aquest patrimoni.

## Obra
Ha publicat diversos llibres i articles entorn de la seva especialitat, el món de les arts gràfiques, en especial en els seus aspectes històrics i, en concret, a partir de la seva tesi inicial sobre la xilografia a Mallorcaː 

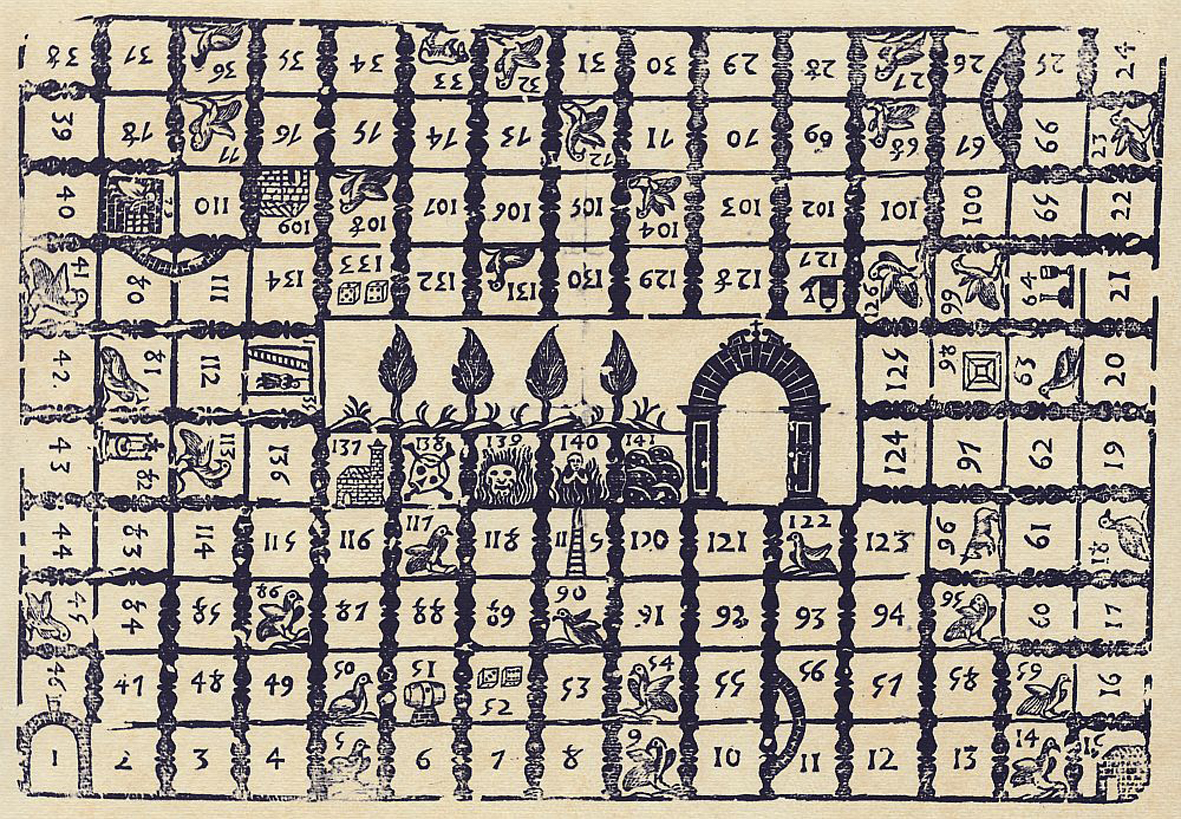
Estampa del Joc de l'oca, de la impremta de Gabriel Guasp, feta amb xilografia.

- La xilografía en Mallorca a través de sus colecciones. La Imprenta Guasp (1576-1958). Tesi doctoral (2007). ISBN 978-84-9716-404-0[5]
- La col·lecció de xilografies de la Impremta Guasp (2007)
- Els orígens de la impremta a Mallorca (2011)
- Xilografies antigues del Bt. Ramon Llull (2016)